# Traité d'Athènes (1913)
Pour les articles homonymes, voir Traité d'Athènes.

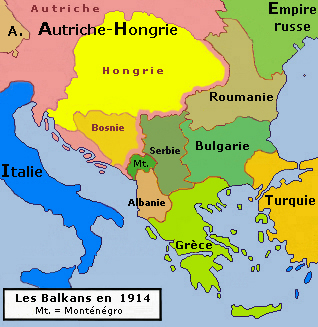
Carte des Balkans en 1914 à la suite du traité d'Athènes

Le traité d'Athènes du 14 novembre 1913 complète les traités de Londres, Bucarest et Constantinople et règle les différends entre la Grèce et l'Empire ottoman à la suite des deux guerres balkaniques.
Le traité d'Athènes est surtout lié à la défaite ottomane lors de la première guerre balkanique puisque durant la deuxième, Grèce et Empire ottoman étaient alliés contre la Bulgarie.
L'Empire ottoman reconnaît à la Grèce la possession de Thessalonique et Ioannina et leurs régions. Il reconnaît la pleine souveraineté de la Grèce sur la Crète, autonome depuis 1897. En retour, les minorités turques des régions annexées par la Grèce étaient protégées.
Cependant, le sort des îles du nord de l'Égée n'était pas réglé et allait poser un problème ensuite.